# Mosaic de Montbau
El mosaic de Montbau és un plafó decoratiu realitzat amb rajoles de ceràmica esmaltada, situat en un parterre dels Jardins de Pedro Muñoz Seca, al passeig de la Vall d'Hebron, al barri de Montbau de Barcelona. Representa el plànol del barri de Montbau, amb una gamma cromàtica de marrons i blaus. És obra del dissenyador J. Roura G., el ceramista N. Vallve i el decorador J. Furmenti. Va ser instal·lat el 1966, inicialment a la paret de la marquesina de la parada d'autobús de les línies 26, 27, 127 i Empresa Casas, a la cantonada del passeig de la Vall d'Hebron i el carrer Arquitectura, i anys més tard es va traslladar al terra dels jardins, al costat de la parada d'autobús de les línies 27, 60, 76, 135, H4, M19, N4 i V21 i de la boca del metro línia 3. El mosaic mesura 2,53 m d'amplada i 1,90 m d'alçada.